# Komisarivka, Peatîhatkî
Komisarivka (în ucraineană Комісарівка) este o comună în raionul Peatîhatkî, regiunea Dnipropetrovsk, Ucraina, formată numai din satul de reședință.

## Demografie
Componența lingvistică a satului Komisarivka
     Ucraineană (93,59%)
     Rusă (4,86%)
     Alte limbi (0,83%)
Conform recensământului din 2001, majoritatea populației satului Komisarivka era vorbitoare de ucraineană (93,59%), existând în minoritate și vorbitori de rusă (4,86%).